# Montliot-et-Courcelles
Montliot-et-Courcelles è un comune francese di 293 abitanti situato nel dipartimento della Côte-d'Or nella regione della Borgogna-Franca Contea.

## Società

### Evoluzione demografica
Abitanti censiti